# Mutter Courage und ihre Kinder (Figurenanalyse)
Die Protagonistin Mutter Courage aus Bertolt Brechts Drama Mutter Courage und ihre Kinder ist eine kleine Händlerin, die im Dreißigjährigen Krieg versucht, als Marketenderin Geschäfte zu machen und dabei ihre drei Kinder Kattrin, Eilif und Schweizerkas verliert. Die Figur zeigt beispielhaft, auf welche Weise Brecht komplexe Bühnenfiguren dialektisch aus Gegensätzen aufbaut.
Dabei ist die „Mutter Courage“ keine positive Heldin. Die Zuschauer sollen ihr Handeln distanziert betrachten und daraus ihre Schlüsse ziehen. Das Interesse an ihr entsteht aber durchaus auch aus Mitgefühl. Die Mutter Courage ist keine eindimensionale Negativfigur, sondern auch leidende Mutter, obwohl Brecht diesen Aspekt durch Textänderungen und Regieanweisungen klein zu halten versucht. Sein Konzept des epischen Theaters will die Zuschauer über den Verstand, nicht durch Identifikation und Mitleiden mit positiven Helden erreichen. Die Courage wird „vorgeführt“, sie lernt nichts aus ihren Fehlern und soll dadurch Lernprozesse anstoßen.
Die Mutter Courage steht in der Tradition Brechtscher Frauenfiguren, die mit ihren Prinzipien an der Realität scheitern und dadurch soziale Missstände aufdecken sollen. So wie Shen Te aus Brechts Der gute Mensch von Sezuan an ihren Tugenden scheitert, verliert die Courage ihre Kinder, weil sie naiv hofft, als kleine Händlerin ihr Geschäft mit dem Krieg machen zu können, ohne einen hohen Preis dafür zahlen zu müssen. Ein weiterer Aspekt ihrer Persönlichkeit ist ihre rebellische Haltung gegen die Mächtigen, gegen Religion und Ideologie. Die Courage ist aber auch eine Frau, die ihre sexuelle Selbstbestimmung durchzusetzen versteht. Ihre Kinder stammen von drei verschiedenen Männern und wurden von wieder anderen Männern großgezogen. Weiterhin repräsentiert die Courage die soziale Schicht des Kleinbürgertums, das zwar unter den Beutezügen der Mächtigen leidet, sich aber dennoch an ihnen orientiert und die unteren Schichten, im Stück die Bauern und Soldaten, verachtet. Zuletzt repräsentiert die Courage durch ihre skrupellosen Geschäfte den Kapitalismus selbst, aus Sicht des vom Marxismus geprägten Bertolt Brecht eine Form des Kampfes aller gegen alle, auch außerhalb offener Kriege.
Durch die umfangreiche Dokumentation der Aufführung des Berliner Ensembles im „Couragemodell“, einer Sammlung von Fotos, Regieanweisungen und Kommentaren, lässt sich nachvollziehen, wie Brecht die Vielschichtigkeit der Bühnenfigur konkret umsetzte.

## Die Komplexität der Couragefigur

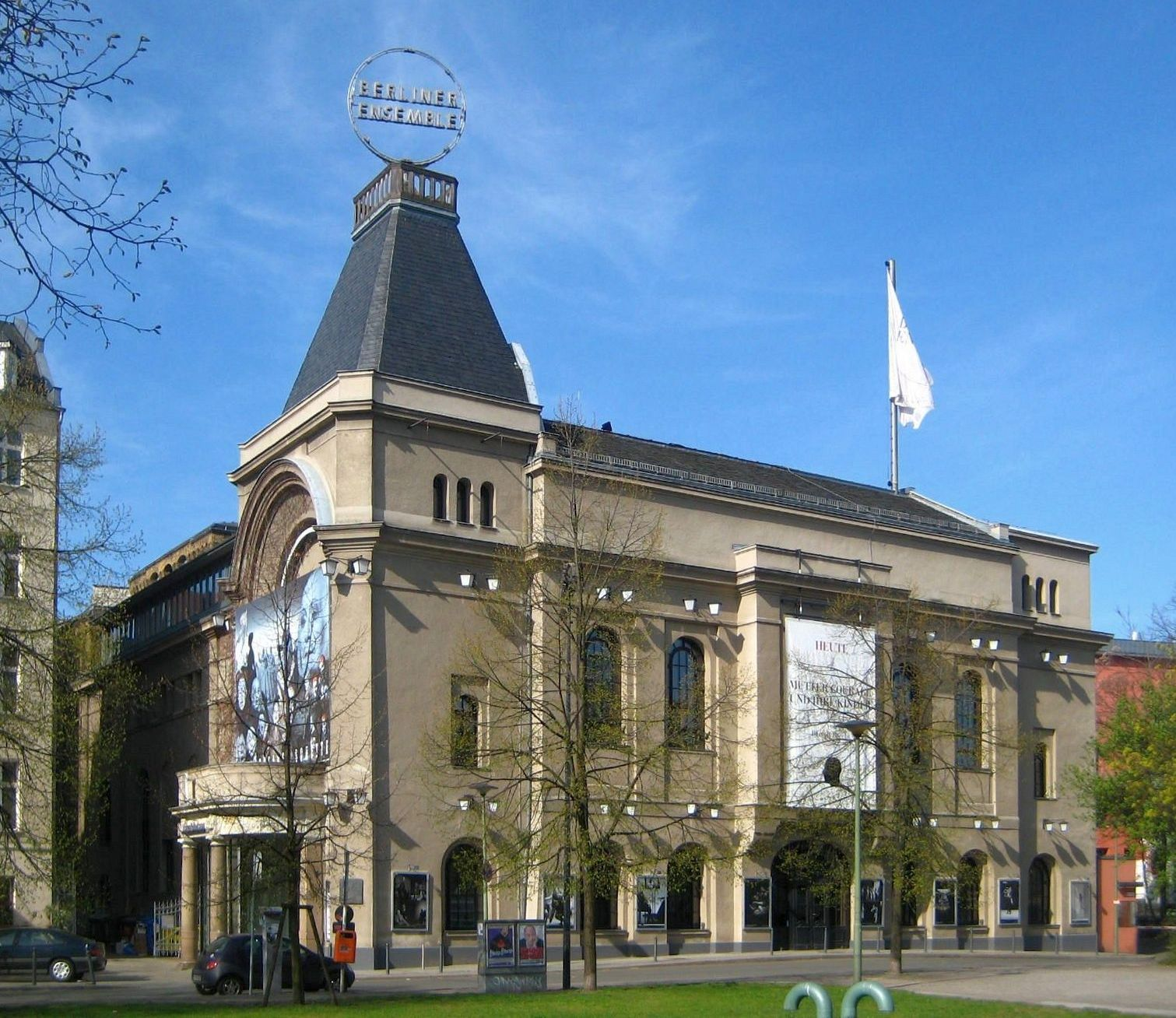
Theater am Schiffbauerdamm, Plakat zur Courage-Aufführung 2010

John Fuegi zeigt am Beispiel der Proben zum Kaukasischen Kreidekreis, dass Brecht systematisch die Widersprüche seiner Figuren betont habe. Wenn in einer Probe die Selbstlosigkeit der Magd Grusche herausgearbeitet worden sei, habe bei der Fortsetzung ein negativer Aspekt ihrer Persönlichkeit im Mittelpunkt des Interesses gestanden, immer mit dem Ziel der „Anlage einer vielschichtigen Person“. Der Weg dazu sei nach Brecht „die bewußte Anwendung des Widerspruchs.“ Fuegi hält die zitierten Aussagen für bestimmend für Brechts Theater:
„Diese ‚bewusste Anwendung des Widerspruchs‘ scheint mir für Brechts Regiearbeit zu jedem Zeitpunkt seiner Laufbahn bezeichnend. (…) Dabei darf man die Widersprüche, die dieser Methode inhärent sind, keineswegs auflösen. Komplexe Individuen und komplexe Aktionen in der Welt der Brecht-Bühne bauen sich aus vielfältigen und widersprüchlichen oder gegenläufigen Schichtungen auf. (…) Es entsteht die Überlagerung eines mentalen Bildes mit einem anderen, eine Überlagerung poetischer, praktischer und philosophischer Aspekte, die gemeinsam den Eindruck räumlicher (und inhaltlicher) Tiefe erzeugen.“
1940 notiert Brecht in dem Typoskript „Über den Aufbau einer Person“, dass der Schauspieler zunächst einen „Typus“ entwickeln müsse, versehen mit passenden „Gesten“ und „Äußerlichkeiten“, die bestimmte Verhaltensweisen erwarten ließen. Um aus dem Typus eine endgültige Person zu machen, fehlten nun noch untypische Züge, die andere Verhaltensmöglichkeiten eröffnen. Gerade das zeichne den Menschen aus: dass nur die „Umrisse des Typus“ durch „Allgemeines“ durchscheinen.
In einem Typoskript aus dem Jahre 1956 stellt Brecht Widersprüchlichkeit als Charakteristikum literarischer Meisterwerke heraus: „Die Meisterwerke leben, weil in ihnen die Wiedergabe der Welt alle Widersprüche derselben aufweist, und sie leben am kräftigsten, wo sie das kräftigste Leben zeigen, das Leben, bewegt von den kräftigsten Widersprüchen.“
In diesem Sinne interpretiert Kenneth R. Fowler die Widersprüchlichkeit als Wesensmerkmal der Couragefigur und weist einseitige Deutungen der Courage als Mutter oder skrupellose Händlerin zurück. Sie verdiene beide Kennzeichnungen, die als „Hyäne des Schlachtfelds“ und die als mütterliche Figur.
Brecht hat die Vielschichtigkeit der Courage aus verschiedenen Elementen aufgebaut. Literarische Vorbilder und eigene Texte werden dabei verarbeitet. Er konfrontiert seine Bühnenfigur mit verschiedenen Themen und Ereignissen. Zuletzt arbeitet Brecht die Widersprüchlichkeit der Figur gezielt in der Regiearbeit heraus.

### Literarische Vorbilder

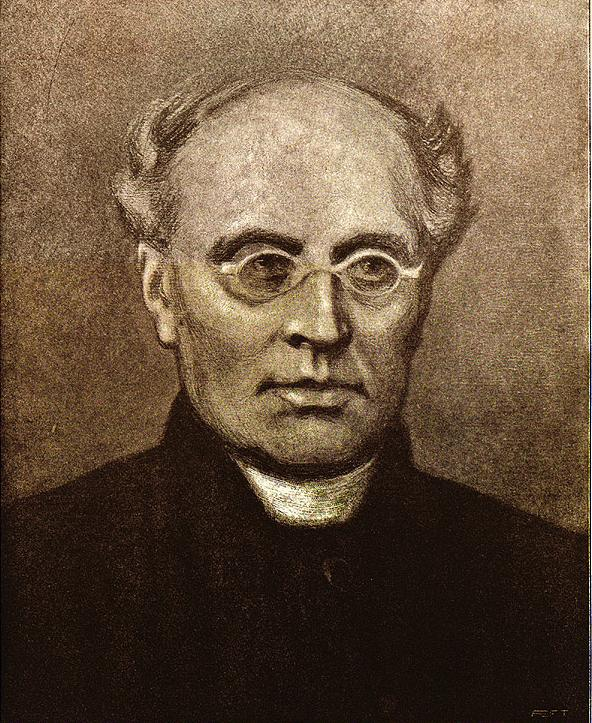
Johan Ludvig Runeberg, Gemälde von Albert Edelfelt

Ein Verfahren Brechts bei der Erstellung von Texten und Gedichten ist der Rückgriff auf literarisches Material. Laut Notizen von Margarete Steffin ist Brecht im schwedischen Exil durch die Geschichte der nordischen Marketenderin Lotta Svärd aus Johan Ludvig Runebergs „Fähnrich Stahl“ zur Mutter Courage angeregt worden. In Runebergs Balladen findet sich der Typus der mütterlichen Marketenderin wieder, die sich im finnisch-russischen Krieg von 1808/09 um die Soldaten der Truppe kümmert. Inhaltlich hat Brechts Drama keine Ähnlichkeit mit Runebergs Schrift, die den Kampf Finnlands um nationale Autonomie idealistisch verherrlicht.

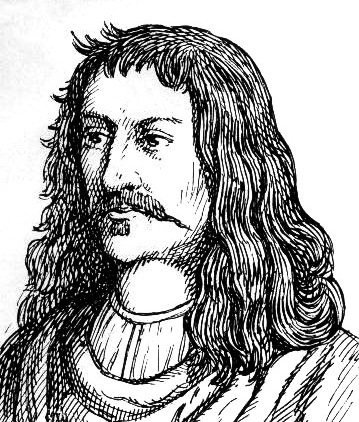
Grimmelshausen, literarischer Ideengeber für die Courage

Den Namen „Courage“ übernahm Brecht aus dem Roman Trutz Simplex: Oder Ausführliche und wunderseltzame Lebensbeschreibung Der Ertzbetrügerin und Landstörtzerin Courasche (1670) von Hans Jakob Christoffel von Grimmelshausen, der am Beispiel einer Zigeunerin beschreibt, wie die Wirren des Dreißigjährigen Krieges zur sittlichen und menschlichen Verwahrlosung führen.
Grimmelshausens Romane schildern schonungslos die Schrecken des Krieges. Brecht übernahm jedoch weder die Handlung des Courasche-Romans noch den Charakter der Titelfigur. Bei Grimmelshausen ist die Courasche eine Soldatenhure mit starker erotischer Ausstrahlung, sie ist unfruchtbar (hat aber sieben verschiedene Ehemänner; vgl. die drei verschiedenen Väter von Eilif, Schweizerkas und Kattrin) und ist von hoher Geburt. Der Begriff „Courasche“ bezeichnet nicht den Mut, sondern die Vagina:
„Als aber die Predigt am allerbesten war und er mich fragte, warumb ich meinen Gegenteil so gar abscheulich zugerichtet hätte, antwortet ich: »Darumb, daß er mir nach der Courage gegriffen hat, wohin sonst noch keines Mannsmenschen Hände kommen sein«“
Dennoch gibt es indirekt Parallelen zwischen den beiden literarischen Figuren. Wie Brechts Courage begibt sich auch die „Courasche“ Grimmelshausens gezielt in den Krieg. In Männerkleidung sucht sie Gelegenheiten, ihre Rauflust und Geldgier auszuleben. Von Religion halten beide nichts. Andererseits versucht die Courasche, ihr Geld als Soldatenhure zu verdienen, hauptsächlich durch eine Kette kurzlebiger Ehen, ein Aspekt ihrer Persönlichkeit, der sich bei Brecht in der Figur der Yvette Pottier wiederfindet.

### Die Courage lernt nichts

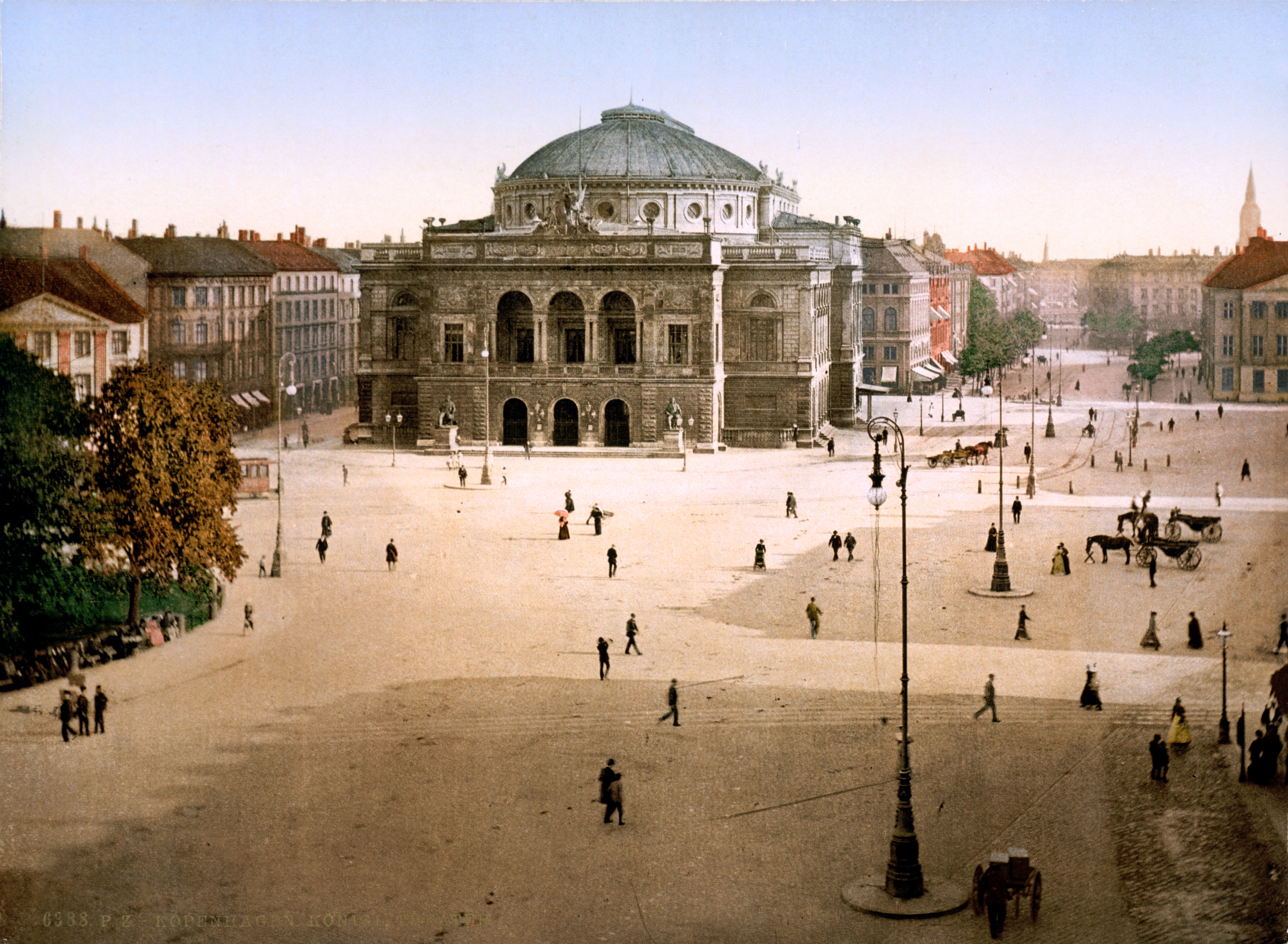
Das königliche Theater in Kopenhagen, Aufführungsort 1953

„Die Courage lernt nichts“, überschreibt Brecht ein Typoskript, das er 1953 zu einer Aufführung der Courage in Kopenhagen verfasst. Denn Lernen bedeutet, sein Verhalten zu ändern – und gerade das tut die Courage nicht. Sie glaubt zu Beginn des Stücks, dass ihr der Krieg Profit bringen wird, und sie glaubt es auch am Ende des Stücks, als ihre drei Kinder bereits tot sind.
„Die Weigel spielte die Courage hart und zornig; d. h. nicht ihre Courage war zornig, sondern sie, die Darstellerin. Sie zeigte eine Händlerin, kräftig und verschlagen, die eins ums andere ihrer Kinder an den Krieg verliert und doch immer weiter an den Gewinn aus dem Krieg glaubt.“
Mutter Courage sieht im Tode ihrer Kinder nur die harte Aussage des „Salomon-Songs“ bestätigt: Wer es nicht schafft, seine Tugenden abzulegen, wird nicht überleben, im Gegensatz zu ihr selbst.
„Alle Tugenden sind nämlich gefährlich auf dieser Welt, wie das schöne Lied beweist, man hat sie besser nicht und hat ein angenehmes Leben und Frühstück, sagen wir, eine warme Supp.“
Sie ist und bleibt eine Mitläuferin, die ihre Hoffnungen bis zuletzt nicht verliert; ein Umstand, der dem Stück anfangs auch einige Kritik einbrachte: Viele hätten ein Ende mit einer positiven Lösung bevorzugt. Brecht schrieb dazu im Jahr 1949:
„Die Courage […] erkennt zusammen mit ihren Freunden und Gästen und nahezu jedermann das rein merkantile Wesen des Kriegs: das ist gerade, was sie anzieht. Sie glaubt an den Krieg bis zuletzt. Es geht ihr nicht einmal auf, dass man eine große Schere haben muß, um am Krieg seinen Schnitt zu machen. (…); sie lernt so wenig aus der Katastrophe wie das Versuchskarnickel über Biologie lernt. Dem Stückschreiber obliegt es nicht, die Courage am Ende sehend zu machen – sie sieht einiges, gegen die Mitte des Stückes zu, am Ende der 6. Szene, und verliert dann die Sicht wieder –, ihm kommt es darauf an, dass der Zuschauer sieht.“

### Die Courage als Identifikationsfigur
Das Publikum soll aus der Tatsache lernen, dass die Courage aus dem Krieg nichts lernt. Diese erwünschte Interpretation erfordert eine Denkleistung und eine emotionale Distanzierung: Die negativen Züge der Hauptfigur müssen erkannt und gegen alle Identifikation und gegen das Mitgefühl für die leidende Mutter verurteilt werden. Brecht hoffte, dass das Stück „deshalb lehrhafter als die Wirklichkeit“ sein würde, „weil da die Kriegssituation mehr als eine experimentelle Situation erscheint, geschaffen, um Einsichten zu geben; das heißt, der Zuschauer gelangt in die Haltung des Studierenden – sofern die Spielweise richtig ist.“ Das Kernziel des Dramas, die Ablehnung des Krieges, erfordert also einen kritischen Blick.
Um diese distanzierte Sicht zu ermöglichen, legt Brecht größten Wert darauf, die anteilnehmende Sicht der Zuschauer mit den Mitteln des epischen Theaters zu zerstören. Irritiert von der Aufnahme der Zürcher Uraufführung als „Niobe-Tragödie“, als tragisches Schicksal der leidenden Mutter, verstärkt er den bitteren Humor und die Rücksichtslosigkeit der Mutter Courage durch Textveränderungen und Inszenierung. Dennoch „sympathisiert“ das Publikum weiter mit der Courage. Brecht führt dies vor allem darauf zurück, dass das Publikum aus der eigenen Verstrickung in den Zweiten Weltkrieg nichts gelernt hat.
„Die Zuschauer des Jahres 49 und der folgenden Jahre sahen nicht die Verbrechen der Courage, ihr Mitmachen, ihr am Kriegsgeschäft Mitverdienenwollen; sie sahen nur ihren Mißerfolg, ihre Leiden. Und so sahen sie den Hitlerkrieg an, an dem sie mitgemacht hatten: es war ein schlechter Krieg gewesen, und jetzt litten sie. Kurz, es war, wie der Stückeschreiber ihnen prophezeit hatte. Der Krieg würde ihnen nicht nur Leiden bringen, sondern auch die Unfähigkeit, daraus zu lernen.“
Ingo Breuer vermutet eine weitere Ursache für die Anziehungskraft der Courage für das Publikum. Er sieht in ihren subversiven Reden und ihrem Sprachstil den kritischen Blick der kleinen Leute, wie ihn Jaroslav Hašek in seiner Figur des braven Soldaten Schwejk beschrieben hat, einer Figur, die Brecht sehr beeinflusste. Schwejk macht Autoritäten lächerlich mit einer absurd-übertriebenen „Pflichterfüllung“ und scheinbar naiven, satirischen Reden, welche die Ideale des Krieges und die Unvernunft seiner Befürworter zur Zielscheibe haben. Ebenso agiert die Courage, wenn sie sich mit einem Konglomerat sinnloser Papiere auszuweisen versucht oder den Begriff der soldatischen Tugend analysiert. Sarah Bryant-Bertail sieht die Parallele zum Schwejk schon in der ursprünglichen Adaptation der Figuren aus einem Schelmenroman:
„Insbesondere in der ersten Hälfte des Stücks fungiert die Courage-Figur als Kommentatorin von Herrschaftsideologie, während zur zweiten Hälfte hin eine Art Peripetie stattfindet – allerdings weniger in der Fabelhandlung als in der Erkenntnisfähigkeit der Protagonistin, die nun gleichsam die Rezipienten mit den zuvor vorgeführten ideologiekritischen Analysemethoden alleine lässt, damit sie nun selbst verstärkt zum Objekt der Kritik werden kann.“
Zum Teil erzeugt aber gerade die Perspektive der Händlerin, der Geschäftemacherin, die Brecht kritisiert, die nüchterne Sicht der Courage. Sie erkennt etwas, das räumt auch Brecht ein, nämlich „das rein merkantile Wesen des Krieges“ und ist damit diesseits aller Glaubensideologie, die sie demaskieren kann. Dass sie gerade in dieser nüchternen Sicht die Gefahr nicht erkennt, die ihr und ihren Kindern droht, ist ihr Verhängnis.
In der Rezeption ist das Scheitern der Absicht Brechts, die Zuschauer auf Distanz zu bringen, oft diskutiert worden. Häufig wird gerade dieses Scheitern als Qualität des Stückes interpretiert. Walter Kaufmann hält das Drama gerade deshalb für eins der besten Stücke Brechts, weil er unbewusst das Mitleiden mit der Courage ermöglicht habe.
„Nicht das Publikum zur Identifikation mit dem Helden einladen, nicht für eine Katharsis der Affekte sorgen, sondern die Menschen zum Nachdenken über die Handlung bringen, das war lange eins von Brechts dramatischen Theoremen gewesen. Aber er war ebenso Künstler wie Theoretiker, und an seinen besten Stücken war sein Unbewußtes beteiligt. Mutter Courage spottet seinen Theorien und erhebt sich zu einer im Theater unseres Jahrhunderts selten erreichten Höhe des Pathos; und es ist bekannt, daß, sogar als Brecht selbst mit seiner Frau Helene Weigel in der Titelrolle das Stück inszenierte, er weder den Kritikern noch dem Publikum Abscheu vor der Heldin einzuflößen vermochte, obgleich Brecht immer wieder unterstrich, daß dies seine Intention war.“

### Die feministische Perspektive
Brechts Frauenfiguren werden in der genderinteressierten Forschung regelmäßig typisiert und mit der Biographie des Autors in Verbindung gebracht. Die komplexe Figur der Courage scheint aber nicht einfach in solche Muster einzuordnen.
Sarah Bryant-Bertail sieht in der Courage eine der Brechtschen Frauenfiguren, die auf unsicheren Beinen endlos durch die sozialen Schichten ihrer Gesellschaft reisen – oft im Wortsinne laufen – und die in einem tiefen Sinne exiliert sind. Sie sieht in diesem Konstrukt eine Chance für das epische Konzept Brechts, weil diese randständigen Frauenfiguren gerade in ihrer Machtlosigkeit besser als Männer geeignet scheinen, auf ironische Weise das soziale System durchschaubar zu machen.
Brecht – so Sarah Bryant-Bertail – benutze Frauen regelmäßig als didaktische Objekte („didactic objects“), eher als völlig durchgestaltete Persönlichkeiten („fully realized subjects“), wenn auch die Frauenfiguren in der Mutter Courage sehr komplex seien. Einige von Brechts Frauenfiguren verkörperten sozialistische Selbstlosigkeit (Die Mutter, Die hl. Johanna der Schlachthöfe, Der Kaukasische Kreidekreis, Der gute Mensch von Sezuan). In der Tradition von Sturm und Drang und Aufklärung träten bei Brecht Frauen als Figuren auf, durch die Ideologien dargestellt, verschleiert oder vermittelt würden.
Typische Frauenfiguren bei Brecht seien das naive Mädchen, das verführt und verlassen wird, die Prostituierte, die sich rächt, indem sie finanzielle Vorteile gewinnt, die Unternehmerin, die skrupellos wird durch ihr Gewinnstreben und die Märtyrer-Mutter, die sich für die Hilflosen opfert. Mutter Courage durchlaufe verschiedene Aspekte dieser Typisierung wie die Mutter im Lied von der großen Kapitulation. Brecht stelle den Weg der Courage vom verführten und verlassenen Mädchen zur immer kälteren Geschäftsfrau als Weg über die Bühne dar, zusätzlich symbolisiert durch den Wagen.
Die Entwicklung der Courage dokumentiere sich zudem in kleinen, sorgfältig geplanten Details und Gesten, etwa wenn sie prüfend in eine Münze beißt. Auch andere Requisiten repräsentierten zeichenhaft die verschiedenen Frauenrollen und ihre Übergänge, etwa die roten Stöckelschuhe der Lagerhure, die auch Kattrin anprobiert.
Fowler sieht im Protest gegen das patriarchalische Prinzip einen Wesenszug der Mutter Courage. Schon die Namen ihrer Kinder seien von der Mutter und ihren Liebschaften bestimmt, nicht von den leiblichen Vätern. Als der Feldwebel in der ersten Szene „Papiere“ und eine „Lizenz“ von ihr verlangt, verweise sie auf ihr anständiges Gesicht, setze weiblichen Materialismus gegen männliche Bürokratie. Männlichen Forderungen nach Disziplin und Askese setze sie Genuss und materielle Güter entgegen.
„Der Werber: Im Lager da brauchen wir Zucht.
Mutter Courage: Ich dacht Würst.“
Sie demonstriere sexuelle Selbstbestimmung und fordere klar und deutliche die Freiheit, über ihren Körper zu verfügen. Selbstbewusst sucht sie sich ihre Liebhaber aus.
„Der Feldwebel: Willst Du mich auf den Arm nehmen? (…)
Mutter Courage: Reden Sie anständig mit mir und erzählen Sie nicht meinen halbwüchsigen Kindern, daß ich Sie auf den Arm nehmen will, das gehört sich nicht, ich hab nix mit Ihnen.“
Fowler hebt ihre Vitalität hervor und ihre selbstbestimmten Männerbeziehungen.
„Hier ist eine Frau, deren Appetit so groß ist, dass sie sich nicht einmal an die Namen ihrer Liebhaber erinnert, natürlich ist sie keine Frau, die nach dem ‚Modell‘ lebt, dass ihr erster sexueller Partner (ihr Mann) auch ihr letzter ist (bis der Tod euch scheidet). Dieses Bild von einer von Männern unkontrollierten ja, die Männer ganz konsumierenden Sexualität, (denn keiner hat sie bisher überlebt), ist ein weiterer Grund für den Tadel des Feldwebels: ‚Eine nette Familie, muss ich sagen.‘“

### Die Courage als skrupellose Händlerin
„Der Krieg ist nix als die Geschäfte“ lautet das Motto der Courage in der 7. Szene und sie will zu den Siegern gehören. Fowler hält daher das Verbrechen der Courage, ihre Geschäftemacherei mit dem Krieg, für offensichtlich und kann sich dabei auf die Deutung Brechts stützen. Die Figur sei gezeichnet als Partnerin von Krieg und Tod und damit als kriminell. Fowler stellt heraus, dass sie ihren Beitrag zur Kriegsmaschinerie bewusst leiste, freiwillig, hartnäckig und uneinsichtig („deliberate, persistent, and unrepentant“). Sie handle so, obwohl sie die Kriegspropaganda durchschaue, also nicht als unschuldiges Opfer, nicht zufällig oder schicksalhaft. Sie wisse um das Schicksal der kleinen Leute als Opfer und die Hoffnungslosigkeit ihres Versuchs, wie die Großen vom Krieg zu profitieren. Sie kenne auch den Preis, den ihr Verhalten fordere: den Tod ihrer Kinder. Zudem habe die Courage die Teilnahme am Krieg bewusst gewählt:
„Feldwebel: Du bist aus Bamberg in Bayern, wie kommst du hierher?
Courage: Ich kann nicht warten, bis der Krieg gefälligst nach Bamberg kommt.“
In der Berliner Inszenierung von 1951 habe Brecht den langen Weg der Courage an den Anfang der Inszenierung gesetzt, um den freiwilligen Weg der Courage ins Kriegsgeschehen herauszuarbeiten. Bis zuletzt habe die Courage die Alternative gehabt, das Kriegsgebiet zu verlassen, etwa mit oder ohne Koch nach Utrecht zu gehen. An verschiedenen Stellen des Stücks werde ihre Bejahung des Kriegs deutlich ausgesprochen. Das Ende des Kriegs interpretiere sie als bedrohlich für sie selbst. Für Courage sei Frieden keine Erlösung, sondern ein Unglück, das „ausbricht“.
Fowler hält Unmenschlichkeit für einen integralen Bestandteil von Mutter Courages Handel. Ihre Geschäfte beruhten auf dem Grundsatz, dass Vorteile für sie und ihre Kinder nur durch Nachteile für andere zu erreichen seien. Fowler nennt verschiedene Beispiele, etwa Courages Geschäfte mit der Stadt Halle. Angesichts der Gefahr für die Stadt und der Verzweiflung der Bewohner hofft die Courage auf billige Einkaufsmöglichkeiten.
„Die Bauersleute: (…) das ist eine Stumme, ihre Mutter ist in der Stadt, einkaufen, für ihren Warenhandel, weil viele fliehn und billig verkaufen.“
Die Courage kennt kein Mitleid, nicht mit den Bauersleuten, die Eilif ausraubt, nicht mit den Verwundeten eines Überfalls, denen sie Verbandsmaterial verweigert. Bereits das Couragelied am Anfang des Stücks macht ihren Zynismus gegenüber den Soldaten deutlich:
„Kanonen auf die leeren Mägen
Ihr Hauptleut, das ist nicht gesund.
Doch sind sie satt, habt meinen Segen
Und führt sie in den Höllenschlund.“
Im Zweifel, so Fowler, entscheide sich die Courage für Geschäft und Krieg und gegen die Rettung ihrer Kinder. Immer wenn es darauf ankomme, ihre Kinder zu retten, sei sie durch Geschäfte abgelenkt, verhandele zu lange über den Preis oder abwesend. Besonders drastisch werde dies in ihrem Verhalten gegenüber Kattrin deutlich. Sie sei mitverantwortlich für Verletzung und Entstellung der Tochter, weil sie diese allein losschicke, um Waren zu besorgen (Szene 6). Noch drastischer lasse sie Kattrin in der gefährlichen Belagerungssituation vor Halle allein bei Fremden (Szene 11) und sei damit mitverantwortlich für ihren Tod.
„Die Bauersleute: Wenns nicht in die Stadt gegangen wären, Ihren Schnitt machen, wärs vielleicht nicht passiert.“

### Die Courage als Mutterfigur
Dem Pakt mit Krieg und Tod steht nach Fowler dennoch eine mütterliche Seite der Courage gegenüber. Sie versuche, das Leben ihrer Kinder durch Geschäfte im Krieg zu retten, weil es keine Alternative für sie gebe. Der Krieg erscheine als ewig, da er länger andaure als der Zeitausschnitt, den das Drama zeige. Im Schlusslied der Courage sei dieser Eindruck festgehalten: „Der Krieg, er dauert hundert Jahre.“ Aus ihrer Sicht gebe es keinen Weg, dem Krieg zu entkommen außer einem frühen Tod.
Die Unausweichlichkeit des Krieges vermittle das Drama, indem es den Krieg mit Naturgewalten in Beziehung setze. Im „Lied vom Weib und dem Soldaten“ am Ende der 3. Szene verbinden Courage und Eilif den Krieg mit bedrohlichen, eisigen Fluten, im „Lied von der Bleibe“ mit „Schneewind“. Courages Einsatz für das Leben werde offensichtlich durch ihren unablässigen Kampf, es in schwieriger Situation zu erhalten. Brechts Marxismus liefert für Fowler weitere Argumente für die Schicksalhaftigkeit der Situation der Courage: Als Ausdruck bestimmter historischer Bedingungen und Repräsentantin der kleinbürgerlichen Klasse sei die Courage alles andere als frei. Hinweise auf die Schicksalhaftigkeit der Ereignisse sieht Fowler auch darin, dass Brecht selbst mehrfach von einer Niobe-Tragödie gesprochen habe, was auf das tragische Schicksal einer Mutter verweise, die ihre Kinder verliert.
Auch ihre Abweisung jeder bürokratischen Kontrolle und ihre vitale, promiske Sexualität interpretiert Fowler als Bekenntnisse zum Leben. Ihr libidinöses Interesse, repräsentiert etwa durch das phallische Symbol der von der Courage sorgfältig aufbewahrten Pfeife des Kochs, sei nie erloschen.
Auch die unablässige Suche der Courage nach geschäftlichen Möglichkeiten sei Ausdruck elementarer Vitalität. Zudem erscheine die Courage als Nährmutter („nurturer“), für ihre Kinder ebenso wie für Koch, Feldwebel und Soldaten.
Sie verteidige ihre Kinder immer wieder, beispielhaft sei dafür, dass sie für Eilif in der ersten Szene ihr Messer zieht, um den Sohn vor dem Werber zu schützen. Wie eine Tigerin ihre Jungen verteidige sie ihre Kinder mit Zähnen und Klauen. Die Kritik, sie habe bei den Verhandlungen um das Leben ihres Sohnes Schweizerkas zu lange gefeilscht, ließe sich dadurch entkräften, dass der Wagen, den sie verkaufen müsse, Lebensgrundlage der Familie sei. Die Verleugnung des Sohnes sei nur zu seinem Schutz erfolgt, er wäre sonst als Protestant identifiziert worden. Ihr schwächstes Kind, Kattrin, verteidige die Courage immer wieder gegen die Bedrohung durch Männer und vor deren eigenen sexuellen Wünschen, die im Krieg zur Gefahr werden. Sie verzichte für sie auf das Entkommen aus dem Krieg mit dem Koch. Auch für andere trete die Courage rettend ein, etwa für den Feldprediger bei der Eroberung des Lagers durch die Katholische Liga. Mütterlich sei die Courage auch als Erzieherin und Beraterin, die ihre Kinder immer wieder erneut vor den Gefahren des Krieges warne. Sie gebe den Kindern und anderen rettende Ratschläge.
Fowler zieht das Fazit, dass der Courage ihr Verhalten schwer vorzuwerfen sei. Immer wieder stehe sie vor der Wahl zwischen zwei lebensrettenden Prinzipien, dem Handel und dem Schutz ihrer Kinder, aber keins der Prinzipien allein könne ihre Kinder retten. Ihre Situation sei hoffnungslos, sie gleiche der einer Wölfin, die vor der Alternative stehe, schützend bei ihren Jungen zu bleiben oder für sie auf Nahrungssuche zu gehen.

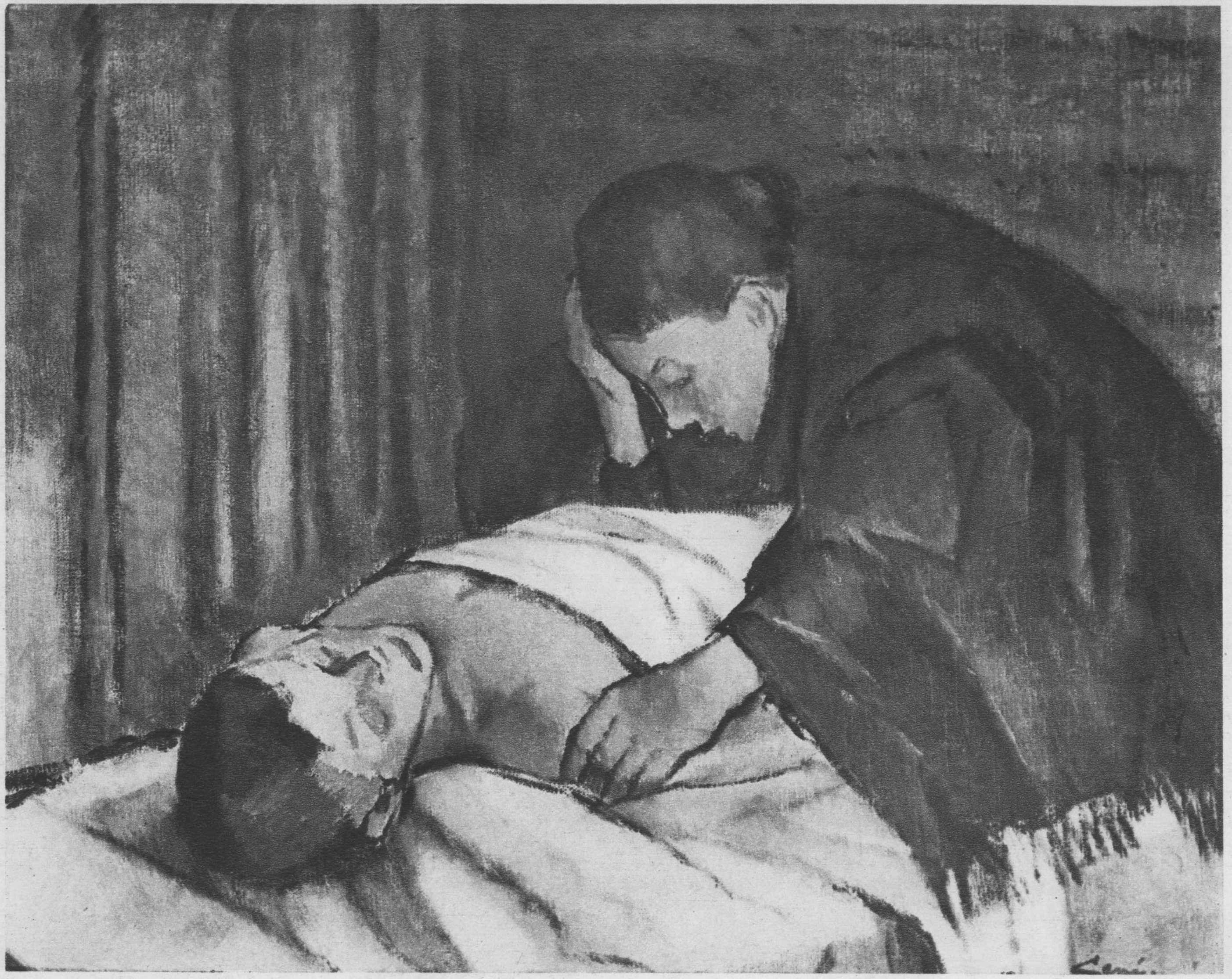
Alvar Cawén (1886–1935), Pietà

Pathetisch zeige das Drama die Mütterlichkeit der Courage in der Szene mit der toten Kattrin. Die bewegende Pietà-Konfiguration werde verstärkt durch das Schlaflied, das die Courage ihrer toten Tochter singe und das die unerfüllten Wünsche für Kattrin enthalte.
„Nachbars gehen in Lumpen
Und du gehst in Seid
Ausn Rock von einem Engel
Umgearbeit'.“
Es gebe viele Beispiele für die Sorge der Courage um ihre Kinder, am deutlichsten werde sie aber angesichts ihres Todes. Die redegewandte Courage verstumme angesichts des Weggangs von Eilif in der ersten Szene und werde einsilbig angesichts der Erschießung des Schweizerkas und der toten Kattrin.
Brecht selbst interpretiert Situation und Lied völlig anders: „Das Wiegenlied muß ohne jede Sentimentalität und ohne den Wunsch, Sentimentalität zu erregen, gebracht werden. (…) Der Gedanke, der dem Lied zugrunde liegt, ist ein mörderischer: Das Kind dieser Mutter sollte es besser haben als andere Kinder anderer Mütter.“ Dennoch lobt Brecht einen sehr emotionalen Moment, den Helene Weigel in dieser Szene zeigt: „Die Weigel zeigte während der ganzen Szene eine fast tierische Abgestumpftheit der Courage. Um so schöner war die tiefe Verbeugung, die sie vollführte, als die Tote weggetragen wurde.“
Fowler beruft sich bei seiner Interpretation auf George Steiners Schilderung des stummen Schreis der Courage in der Darstellung Weigels, als der tote Schweizerkas weggetragen wird:
„As the body was carried off, Weigel looked the other way and tore her mouth wide open. The shape of the gesture was that of the screaming horse in Picasso's Guernica. The sound that came out was raw and terrible beyond any description I could give of it. But, in fact, there was no sound. Nothing. The sound was total silence. It was silence which screamed and screamed through the whole theatre so that the audience lowered its head as before a gust of wind.“

### Die Courage als Repräsentantin der Einheit von Krieg und Geschäft
Die Courage stellt sich und ihre Familie als „Geschäftsleut“ vor und zeigt dann in ihrem Auftrittslied, dass ihre Geschäfte eng mit Krieg und Tod verbunden sind. Durch den Song – so Fowler – wird die Courage zum Symbol der Einheit von Krieg und Geschäft. Sie zeige aus der Perspektive Brechts, dass ein Geschäftsmann so etwas sei wie die Courage: ein Händler im Krieg.
Dabei treffe die Courage eine Entscheidung, indem sie sich mit ihrem Lied an die „Hauptleut“ wende, nicht an die gemeinen Soldaten, die mit guten Schuhen und satt in den Tod marschieren sollen. Als Marketenderin übernehme sie die Perspektive der Herrschenden, die wie sie die Kriege in Gewinnabsicht führten. Ihr Antrieb sei dabei allein der Gewinn, sie interessiere sich ausschließlich für das Geld der Soldaten und nehme ihren Tod zynisch hin:
„Doch sind sie satt, habt meinen Segen
Und führt sie in den Höllenschlund.“
Immer wieder trete die Courage den Soldaten als kalte Geschäftsfrau gegenüber: „Kein Geld, kein Schnaps.“ „Ersts Geld!“ Auch angesichts der Not der verletzten Bauern bleibe sie kalte Geschäftsfrau: „Ich gib nix. Die zahlen nicht, warum, die haben nix.“ „Ich kann nix geben. Mit all die Abgaben, Zöll, Zins und Bestechungsgelder!“ Die ökonomische Sicht der Welt, wie sie Courage vertrete, dokumentiere sich auch in ihrer völligen Gleichgültigkeit gegenüber Religion und Glaubensrichtungen. Ihr Interesse an einer Fortdauer des Krieges sei Teil ihrer Komplizenschaft mit den Mächtigen. Bereits Mennemeier hatte diese Übereinstimmung herausgearbeitet:
„Eine mehr oder minder heimliche Übereinstimmung besteht zwischen den großen und den kleinen Leuten: die Geschäfte. ‚Geschäft‘ ist in Brechts Stück Ausdruck für den korrumpierten Zustand der (gegenwärtigen) Geschichte und für das ‚Mitmachen‘ des Menschen darin, wobei sogleich hinzuzusetzen ist, daß das Mitmachen das Vorzeichen der Selbstverteidigung und der elementaren Existenzbewältigung hat und nicht der sittlichen Schuld.“
Die enge Verzahnung von Krieg und Geschäft dokumentiert sich für Fowler auch im misstrauischen Charakter und asozialen Verhalten der Courage. Sie nutze das Elend der anderen gezielt für ihre Geschäfte. Hunger erhöhe den Preis für ihren Kapaun, die Angst in Halle verbillige ihren Einkauf. Sie werde darüber hinaus zur Ideologin des Krieges („ideologue for this war“). Wie im Lied von der großen Kapitulation lehre sie Resignation. Ihren Kindern predige sie Verzicht, während sie durch ihre Liebschaften mit Soldaten ihre erotische Bindung an den Krieg zeige.
Das Denken der Courage und anderer Nutznießer des Krieges ist nach Fowler geprägt von Zahlen, ihre Wertvorstellungen drücken sie wesentlich in Geld aus. Für den Feldwebel und den Werber stellt der Krieg „Ordnung“ durch „ordentliche Listen und Registraturen“ her und steht hier synonym für die ordentliche Buchhaltung eines Geschäftsbetriebs. Spaßhaft bezieht sich Brecht auf das marxistische Konzept von Gebrauchswert und Tauschwert beim Handel zwischen der Courage und dem Koch um einen Kapaun. Das Tier, dessen Geldwert zwischen den beiden verhandelt wird, „hat rechnen können“. Fowler weist darauf hin, dass der Geldwert der Kinder durch die Verknüpfung mit Geschäften jeweils bei ihrem Weggang oder Tod zum Ausdruck komme.
Für Fowler ist eine der wesentlichen Funktionen der Courage im Drama, als Symbolfigur den Kapitalismus zu repräsentieren. Er zieht daraus den Schluss, dass die Courage dem Krieg keinesfalls entkommen könne. Geschäft und Krieg und Symbolfigur seien derart eng verknüpft, dass sie notwendig unmenschlich sein müsse. Diese Tatsache erfordere die kritische Überprüfung jeder Schuldzuweisung an die Courage.

### Die Courage als antiautoritäre Rebellin

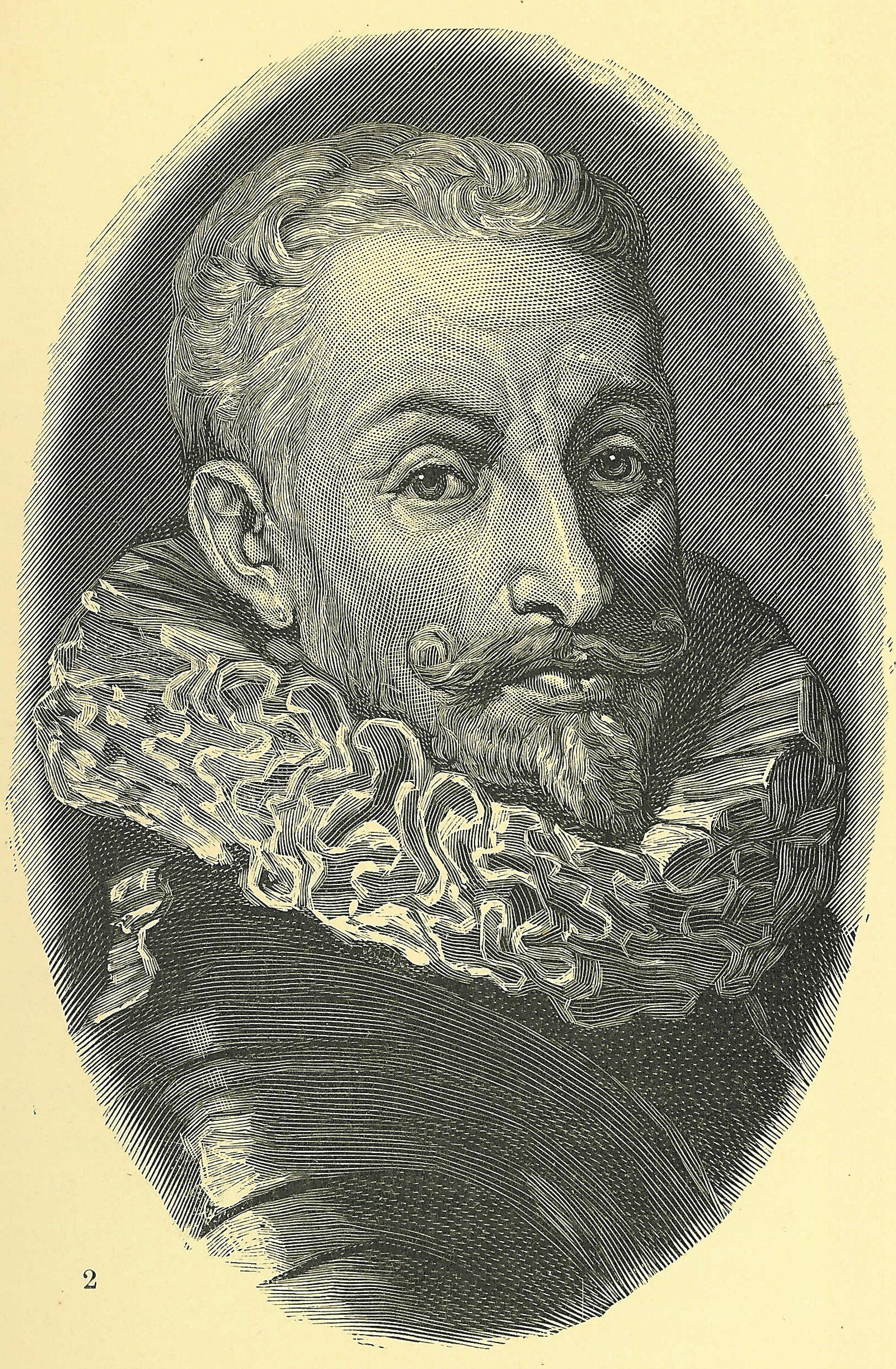
Feldhauptmann Tilly

Die Courage repräsentiert auch den kritischen Blick der kleinen Leute auf die große Geschichte. Brecht macht dies deutlich, indem er seine Hauptfigur mit historischen Ereignissen konfrontiert, etwa dem Tode des Feldhauptmanns Tilly.
„Der Feldprediger: Jetzt begraben sie den Feldhauptmann. Das ist ein historischer Augenblick.
Mutter Courage: Mir ist ein historischer Augenblick, daß sie meiner Tochter übers Aug geschlagen haben. Die ist schon halb kaputt, einen Mann kriegt sie nicht mehr (…) Den Schweizerkas seh ich nicht mehr, und wo der Eilif ist, das weiß Gott. Der Krieg soll verflucht sein.“
Die Courage widerruft diesen kurzen Moment der Erkenntnis sofort durch ihr Tun auf der Bühne. Gleichzeitig mit ihrem einzigen Fluch auf den Krieg inspiziert sie die neuen Waren, bei deren Verteidigung Kattrin sich die Verletzung eingehandelt hat und deren Wert vom Fortgang des Krieges abhängt. Direkt im Anschluss, am Anfang der 7. Szene, besingt sie den Krieg „als guten Brotgeber“.
Was bleibt ist die ernüchternde Sicht auf die große Geschichte. Ingo Breuer kommentiert diesen so: „Diese Aussage ändert nichts am Verhalten der Courage, doch deutet sie auf die Historiographie zum Dreißigjährigen Krieg voraus: Der Tod des Feldhauptmanns Tilly ist als ein Wendepunkt des Dreißigjährigen Krieges in die Geschichtsbücher eingegangen, kaum jedoch das Leiden der einfachen Leute (…)“
Die Bemerkungen der Courage zur gegensätzlichen Perspektive von Herren und Knechten auf die Ereignisse sind provozierend. Brecht weist in seinem Couragemodell darauf hin, dass der Regimentsschreiber ihre Äußerungen genau registriert, um sie eventuell zu belangen. Sie versteckt ihre provozierenden Ansichten deshalb hinter ironischem Lob:
„Mutter Courage: Mir tut so ein Feldhauptmann oder Kaiser leid, er hat sich vielleicht gedacht, er tut was übriges und was, wovon die Leute reden, noch in künftigen Zeiten, und kriegt ein Standbild, zum Beispiel erobert die Welt, das ist ein großes Ziel für einen Feldhauptmann, er weiß es nicht besser. Kurz, er rackert sich ab, und dann scheiterts am gemeinen Volk, was vielleicht ein Krug Bier will und ein bissel Gesellschaft, nix Höheres.“
Die Berliner Inszenierung hob die Wirkung der ironisch-subversiven Rede der Courage zum Tode Tillys hervor, indem sie den spitzelnden Schreiber aufstehen lässt, um die Courage genauer zu beobachten. „Er setzt sich enttäuscht nieder, wenn die Courage so geredet hat, daß ihr nichts nachzuweisen ist.“
Die subversiven Äußerungen der Courage richten sich regelmäßig gegen Autoritäten, „gegen die Herrscher und ihre Agenten in Militär und Klerus, auf der symbolischen Ebene gegen Patriarchat und Kapitalismus.“ Fowler zeigt, dass die Autoritäten dies spüren und ihre Rechtfertigungsstrategien bedroht sehen. Die Courage attackiere die "Großen Männer" auf drei Weisen:
– durch Zweifel an der geschichtsprägenden Bedeutung der „Großen Männer“,
– durch Infragestellung der Größe eines der „Helden“,
– durch Spott für die vorgeblichen Ziele.
Mit dieser Kritik greife das Drama nicht nur die klassische Geschichtsschreibung an, sondern auch die faschistische Führerideologie. Fowler verweist auf Brechts Gedicht Fragen eines lesenden Arbeiters, in dem Brecht bereits 1935 die Rolle der kleinen Leute gegen die Erklärung historischer Ereignisse durch die Leistungen bedeutender Herrscher hervorgehoben hatte:
„Wer baute das siebentorige Theben?
In den Büchern stehen die Namen von Königen.
Haben die Könige die Felsbrocken herbeigeschleppt?“
Fowler weist darauf hin, dass die Courage Autoritäten nicht nur durch Ironie demaskiert, sondern auch direkt Verantwortlichkeiten für das Kriegsdesaster nennt:
-„Mutter Courage: Voriges Jahr hat euer Feldhauptmann euch von die Straßen runterkommandiert und quer über die Felder, damit das Korn niedergetrampelt würd, …. Er hat geglaubt, er ist nicht mehr in der Gegend dies Jahr, aber jetzt ist er doch noch da, und der Hunger ist groß. Ich versteh, daß Sie einen Zorn haben.“
Gerade im „Lied von der großen Kapitulation“ sieht Fowler, dass die Courage wirklichen Widerstand für richtig hält, wenn der Zorn über die Ungerechtigkeit groß genug ist.
„Mutter Courage: Da haben sie recht, aber wie lang? Wie lang vertragen Sie keine Ungerechtigkeit? Eine Stund oder zwei? (…) Ihre Wut ist nicht lang genug, mit der können Sie nix ausrichten, schad. Wenn Sie eine lange hätten, möcht ich Sie noch aufhetzen. Zerhacken Sie den Hund, möcht ich Ihnen dann raten, aber was, wenn Sie ihn dann gar nicht zerhacken, weil sie schon spüren, wie sie den Schwanz einziehn. Dann steh ich da, und der Rittmeister hält sich an mich.“
Fowler sieht im lang anhaltenden Zorn gegen soziales Unrecht eines der zentralen Motive Brechts.

### Die dialektische Einheit der Courage
Der lang anhaltende Zorn ist für Fowler der rebellische Kern der Couragefigur. Ihr Charakter vereine dabei gegensätzliche Aspekte, „mütterliche, nährende Kreativität ebenso wie kriegsdienlichen, unmenschlichen Handel“. In der Widersprüchlichkeit der Courage als zentraler Figur des Dramas ist nach Fowler die Widersprüchlichkeit des kapitalistischen Systems und seiner Kriege symbolisch erfasst. Anders als in Kattrins nur kurzfristig wirksamer Revolte sehe Brecht hier die Selbstzerstörungstendenz des Systems, das die Courage repräsentiere. Dennoch habe die Courage mit ihrer Tochter Kattrin einen Menschen geboren, der auf zukünftige Rebellion verweise.
Fowler sieht die Mutter Courage als Metapher für den kriegerischen Kapitalismus. Als Händlerin sei sie eine Synekdoche für Geschäft und Kapitalismus. Aber darüber hinaus personifiziere sie die Welt des Kapitalismus, weil sie die wesentlichen Widersprüche des Systems repräsentiere. Dazu gehörten Produktivität und Destruktivität. Sie reproduziere die Ideologie ihrer Welt, indem sie ihren Profit in der Ausbeutung und dem Elend der anderen suche. Sie nähre die falsche Hoffnung, dass auch die kleinen Leute vom Krieg profitieren könnten. Gleichzeitig sei sie eine der großen Mutterfiguren Brechts, die die Hoffnung auf Schutz und Ernährung in der kapitalistischen Welt verkörpere. Diese Aspekte seien unauflösbar miteinander verbunden. Ihre soziale Stellung als Kleinbürgerin ermögliche es Brecht, in der Couragefigur Aspekte sowohl der Ausbeuter als auch der Ausgebeuteten zu zeigen.

## Die Courage als Vermittlerin von Brechts Intention
Brecht hat sich mehrfach zur Textintention des Dramas geäußert, besonders prägnant und knapp unter dem Titel „Was eine Aufführung von ‚Mutter Courage und ihre Kinder hauptsächlich zeigen soll‘“ in den Anmerkungen zum Couragemodell:
„Daß die großen Geschäfte, aus denen der Krieg besteht, nicht von den kleinen Leuten gemacht werden. Daß der Krieg, der eine Fortführung der Geschäfte mit anderen Mitteln ist, die menschlichen Tugenden tödlich macht, auch für ihre Besitzer. Daß für die Bekämpfung des Krieges kein Opfer zu groß ist.“
Die Courage erkennt dies nicht. Der Zuschauer soll ihren Standpunkt überschreiten und erkennen, dass es eine historische Chance gibt, weitere Kriege zu verhindern. Der Zuschauer soll erkennen, dass „die Kriege vermeidlich geworden sind“ durch „eine neue, unkriegerische, nicht auf Unterdrückung und Ausbeutung gegründete Gesellschaftsordnung“.
Brecht will seinem Publikum „einen wirklichen Abscheu vor dem Krieg beibringen“ und setzt dabei auf die Entwicklung einer sozialistischen Gesellschaftsordnung. Hinter den großen Geschäften soll der Kapitalismus als wahre Kriegsursache erkannt und bekämpft werden:

### Verteidiger und Kritiker der Courage
In der Rezeptionsgeschichte ist die Sicht Brechts auf die Courage umstritten. Viele Interpreten verteidigen die Courage gegen Kritik und Verurteilung im Sinne Brechts. Walter Hinck sieht die Courage in der Schwejk-Tradition als Verkörperung der „Weisheit des Volkes“ und bezweifelt die Schuld der Courage am Tod ihrer Kinder. Andere Autoren wie Bernard Fenn betonen die vitale, lebenspendende Seite der Courage.
Die Debatte um die richtige Deutung kreist zum Teil um die Frage, ob die Courage ausschließlich als Symbolfigur zu deuten sei, als Repräsentantin des Kleinbürgertums in Zeiten des Krieges. Laut Bergstedt etwa will Brecht „die ‚glückverheißende‘ Teilnahme der verführten Massen am Kriegsgeschäft der Faschisten und ihrer kapitalistischen Hintermänner entlarven und die furchtbaren Folgen zeigen, die den kleinen Profitspekulanten daraus erwachsen. Die große Zahl solcher egoistischen ‚Mitläufer‘ individualisiert er in der Bühnenfigur einer Marketenderin (aus dem Dreißigjährigen Krieg), mittels deren er die Gefährlichkeit des bevorstehenden ‚Geschäftsunternehmens‘ zeigt.“ Aus dieser Sicht erscheint es als sinnlos, die individuelle Schuld der Courage zu diskutieren.
„Indem die Triebkräfte der Gestalten, so individuell sie auch immer motiviert erscheinen, sich als gesellschaftliche offenbaren und in den Anachronismus der kapitalistischen Grundstruktur, der in allen neueren Bühnenwerken transparent wird, ihre letzte Erklärung finden, können sie nicht beliebig kritisiert werden, sondern zwingend nur mit der Zielrichtung auf die Veränderung eben dieser gesellschaftlichen Verhältnisse hin, in denen sie verwurzelt sind.“ Diese Analyse Bergstedts steht nach Fowler im Kontrast zu den Aussagen Brechts, die der Courage auch individuelle Schuld zuweisen.
Helmut Jendreiek unterstützt Brechts Verurteilung der Courage.
„Daß die Mutter, die ihre drei Kinder an den Krieg verliert, nach aller Leiderfahrung am Ende dennoch den Krieg will, um ihr Geschäft zu machen, läßt sich nicht mit tragischer Verblendung und schicksalhafter Unausweichlichkeit erklären, sondern muß der Courage als 'Schlechtigkeit' und 'Verbrechen' schuldhaft zugerechnet werden, auch wenn Schlechtigkeit und Verbrechen Ausdruck der herrschenden Zustände sind.“
Er sieht in der Rebellion Kattrins den Beweis dafür, dass ein anderes Verhalten möglich gewesen wäre.
„In Kattrin zeigt Brecht die auch der Courage offenstehende andere Möglichkeit: die Möglichkeit eines sozialen Daseins gegen das bürgerlich-kapitalistische Dogma, die bestehende Gesellschaftsordnung und mit ihr das kommerziale System und der Krieg seien notwendig und unabänderlich.“
Trotz dieser moralischen Position sieht auch Jendreiek die Courage weniger als individuellen Charakter, denn als Repräsentantin der kapitalistischen Weltordnung: „Wenn die Courage den Krieg will, weil er ‚die beste Zeit für den Handel‘ ist, so wird in ihr der Kapitalismus als eine Weltordnung vorgestellt, die durch den Willen zum Krieg geprägt ist. Der Hyänengeist der Courage ist der Geist des Kapitalismus. Die Lebenswidrigkeit dieser Weltordnung zeigt Brecht in dem ‚entsetzlichen Widerspruch‘ zwischen Händlerin und Mutter in der Courage.“

## Interpretationen der Couragefigur auf der Bühne

### Die Uraufführung in Zürich

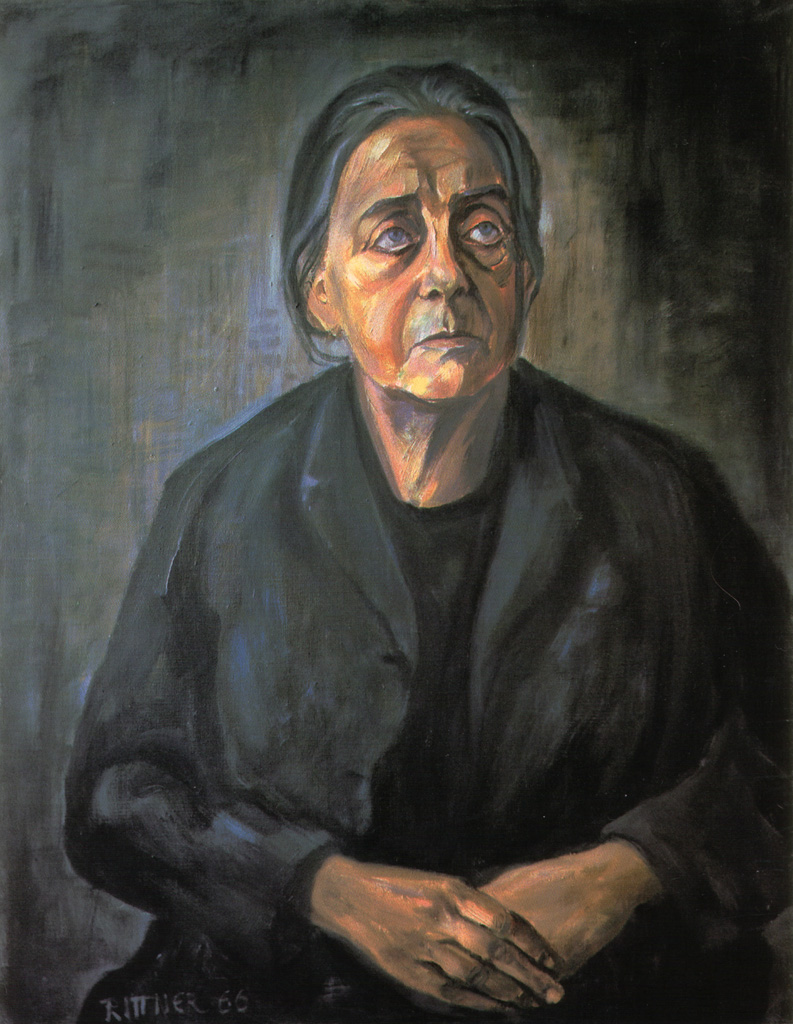
Therese Giehse in der Rolle der Mutter Courage, Porträt von Günter Rittner, 1966

In der Uraufführung der Mutter Courage am 19. April 1941 am Schauspielhaus Zürich führte Leopold Lindtberg Regie, Therese Giehse spielte die Hauptrolle. Das Zürcher Programmheft interpretierte die Mutter Courage als Rückkehr Brechts von den Lehrstücken zum Menschentheater: „Das Menschlich-Mitleidvolle, das Geistig-Einfühlende steht in dieser Dichtung – bei Aufnahme der formalen Elemente des ‹epischen› Theaters – im Mittelpunkt … Die Figuren vertreten nicht mehr ‹Anschauungen›, nicht mehr Meinungen …“
Brecht war mit der Wirkung der Inszenierung unzufrieden, weil Kritiker wie Diebold in der Courage vor allem „ein warmblütiges Muttertier“ sahen, das „keine Wahl“ gehabt habe: „Man ist unfrei wie ein armes Tier.“
„Aber Therese Giehse stand mit ihrem großen Mutterherzen jenseits aller historischen Ansprüche schlechthin im Ewigen. Mochte sie noch so respektwidrige Dinge gegen das ‚Höhere‘ maulen und ihre Geschäftstüchtigkeit spielen lassen – sie wurde doch nie zur ‚Hyäne des Schlachtfelds‘; und die von den rauhen Umständen geforderte Rauheit der Marketenderin trat fast zu stark zurück hinter der Strahlung ihres Gefühls und ihres ergreifenden Schmerzes, wenn sie die Kinder eines nach dem anderen verlieren muß.“
Diebolds Lob für Therese Giehses Darstellung der Mutter Courage dürfte einer der Gründe gewesen sein, warum Brecht später die negativen Seiten der Figur durch Textänderungen und Regie stärker herausarbeitete.
Auch andere Kritiker der Zeit interpretierten die Courage der Giehse vor allem als Mutterfigur. So spricht die Kritikerin der Baseler National-Zeitung von der „Nährmutter“ Courage, die sie für ihre Kinder wie für Koch und Feldprediger gewesen sei. „Wie der Prototyp der Urmutter umfängt die Mutter Courage alles, was in ihre Nähe kommt, mit mütterlicher Fürsorge (…).“ Aus dieser Sicht erscheint die Courage als Repräsentation von „Millionen von Müttern der Gegenwart“, die trotz aller Not „ungebrochen (…) hinaus in das harte Leben“ ziehen.
Fowler zeigt, dass vom Moment der Uraufführung in Zürich zwei konkurrierende Interpretationen die Rezeptionsgeschichte durchziehen: die Verurteilung der Courage – im Sinne Brechts – aufgrund ihrer Kriegsteilnahme und im Gegensatz dazu die Verteidigung der Courage als unschuldiges Opfer oder leidende Mutter.

### Die Aufführung des Berliner Ensembles – Helene Weigel als Mutter Courage

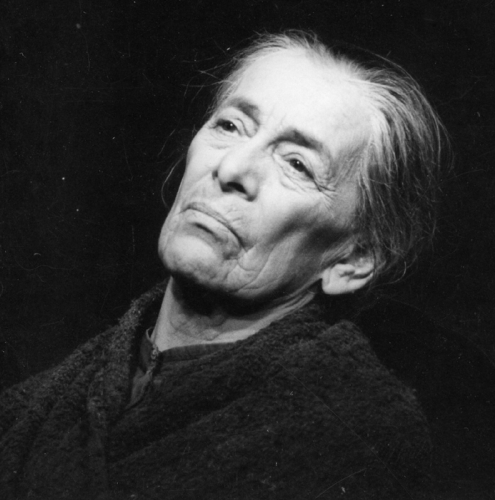
Helene Weigel 1967

Aufgrund der Unzufriedenheit mit der Rezeption der Uraufführung in Zürich nahm Brecht einige Textveränderungen für die geplante Berliner Aufführung vor. Dabei gestaltete er die Figur der Mutter Courage negativer. Eilifs Weggang zu den Soldaten in der ersten Szene geht jetzt weniger auf eigene Motive zurück, sondern wird verursacht durch Geschäftsinteressen der Mutter. In der 5. Szene gibt sie Verbandsstoffe nicht mehr freiwillig heraus, sondern nur unter Zwang. In der 7. Szene verflucht sie immer noch den Krieg, verteidigt ihn dann aber als Geschäft wie andere. Brecht wollte sich von Niobe-Deutungen abgrenzen, die in der Mutter Courage nur das Leiden der Mutter sahen, die ihre Kinder überlebt:
„Wir haben die erste Szene der »Courage« zu ändern, da hier schon angelegt ist, was bei der Zürcher Aufführung den Zuschauern erlaubt hat, sich hauptsächlich von der Dauerhaftigkeit und Tragfähigkeit der gequälten Kreatur (des ewigen Muttertiers) erschüttern zu lassen – wo es doch damit nicht eben weit her ist. Jetzt verliert die Courage den ersten Sohn, weil sie sich in ein kleines Geschäft verstricken läßt, und nur hinzu kommt ihr Mitleid mit dem abergläubischen Feldwebel, das eine Weichheit darstellt, die vom Geschäft kommt und die sie sich nicht leisten kann. Das ist eine deutliche Verbesserung. Sie ist vom jungen Kuckhahn vorgeschlagen.“
Seit dem 22. Oktober 1948 war Brecht mit Helene Weigel wieder in Berlin. Durch den Intendanten Wolfgang Langhoff, der in Zürich den Eilif gespielt hatte, fand er Kontakte zum Deutschen Theater. Langhoff bot ihm an, in seinem Haus zu inszenieren, auch mit einem eigenen Ensemble. Im November 1948 kam Erich Engel nach Berlin, den Brecht als einen der Gründer des epischen Theaters neben Piscator schätzte. Engel begann sofort in Zusammenarbeit mit Brecht mit der Inszenierung der Mutter Courage am Deutschen Theater.
Am 11. Januar 1949 fand die Premiere statt. Bis dahin war das Interesse an Brechts Einstieg in die Berliner Theaterszene verhalten und beschränkte sich auf wenige Theaterkenner. Der grandiose Erfolg des Stückes änderte dies schlagartig. Wesentlichen Anteil daran hatte Helene Weigel, deren Darstellung der Mutter Courage von Presse und Publikum bejubelt wurde. Aber gerade die Couragefigur war Gegenstand heftiger Streitigkeiten. Sie entsprach nicht der Forderung des Sozialistischen Realismus nach proletarischen Heldenfiguren und positiven Botschaften.
Nach dem großen Erfolg der Berliner Aufführung lässt Brecht im Frühjahr 1949 ein „Modellbuch“ erstellen, das die Brecht-Engel-Inszenierung zum verbindlichen Muster für alle weiteren Aufführungen der Mutter Courage machen soll. Fotos von Ruth Berlau und Hainer Hill dokumentieren sehr umfangreich jedes Bild bis hin zu darstellerischen Details. Regieanmerkungen zu den einzelnen Szenen, wahrscheinlich erstellt vom Regieassistenten Heinz Kuckhahn, mit Korrekturen Brechts vervollständigen das Bild.
Wesentliches Ziel der Brechtschen Theaterkonzeption ist die Verhinderung der Identifikation der Zuschauer mit der Courage. Die Hauptfigur und ihre Geschäfte sollen kritisch beurteilt und nicht einfühlend miterlebt werden. Das Verhalten der Courage und der Verlust ihrer drei Kinder sollen nicht Mitleid wecken, sondern Lernprozesse auslösen. Zu diesem Zweck wird das Geschehen auf der Bühne „verfremdet“ (Verfremdungseffekt – V-Effekt). Brecht votiert in seinen Anmerkungen zum Couragemodell gegen das „Geschäft der Täuschung“, die Tendenz des Theaters zu „übermäßiger Steigerung der Illusion“, gegen den Versuch „einer ‚magnetischen‘ Spielweise, welche die Illusion hervorruft, man wohne einem momentanen, zufälligen, ‚echten‘ Vorgang bei“. Der Schauspieler solle seinen Text aus einer inneren Distanz heraus sprechen, ihn gleichsam nur mitteilen.
Brecht setzt auf genaues Ausspielen kleiner Gesten, er arbeitet bei den Proben zur Courage gegen die „Ungeduld“ der Schauspieler, „die auf das Mitreißen auszugehen gewohnt sind“. Dennoch will Brecht auch die Emotionen des Publikums ansprechen, das Schicksal der Courage soll nicht gleichgültig lassen. In einer Anmerkung zur 3. Szene etwa stellt er die Dramatik des Scheiterns der Courage heraus: „Wichtig ist die nie erlahmende Arbeitswilligkeit der Courage. Sie wird kaum je gesehen, ohne daß sie arbeitet. Diese Tüchtigkeit ist es, welche die Erfolglosigkeit des Stückes erschütternd macht.“
Diese emotionale Beteiligung darf jedoch auf keinen Fall zur dauerhaften Identifikation mit der Courage führen, wenn man das Stück nicht missverstehen will. Brecht zeigt dies an der 4. Szene, als die Courage einen jungen Soldaten und indirekt sich selbst davon überzeugt, dass jeder Protest gegen die Militärs sinnlos ist. Mit dem „Lied von der großen Kapitulation“ zeigt die Courage völlige Resignation gegenüber den Mächtigen:
„Mutter Courage:
Und bevor das Jahr war abgefahren
Lernte ich zu schlucken meine Medizin (…)
Als sie einmal fix und fertig waren
Hatten sie mich auf dem Arsch und auf den Knien.
(Man muß sich stellen mit den Leuten, eine Hand wäscht die
andre, mit dem Kopf kann man nicht durch die Wand.)“(4. Szene)
Brecht kommentiert, dass „die Szene, gespielt ohne Verfremdung“, zur völligen Resignation verführen könnte. „Eine solche Szene ist gesellschaftlich verhängnisvoll, wenn die Darstellerin der Courage das Publikum durch hypnotisches Spiel einlädt, sich in sie einzuleben.“ Was Brecht in dieser Szene zeigen will, ist die Resignation des Kleinbürgertums gegenüber Faschismus und Krieg. „Es ist nämlich nicht die Schlechtigkeit ihrer Person so sehr als die ihrer Klasse (…)“
Er achtet bei der Inszenierung sorgfältig auf distanziertes Spiel, will „die Szene vor einer wilden Aufregung auf der Bühne bewahren“. Zu diesem Zweck lässt er etwa bei den Proben die Darsteller an die Äußerungen der Figuren die Formel anhängen: „Sagte der Mann“ oder „Sagte die Frau“. Andere bekannte Regieanweisungen Brechts verlangen die Übertragung der Aussagen in die dritte Person, in die Vergangenheit oder das Mitsprechen der Regieanweisungen.
Durch Bedeutungsumkehr und Veränderung eingeschliffener sprachlicher Wendungen und Sprichwörter erzielt Brecht Irritation und eine entlarvende Wirkung: Das herrschende Denken wird als Denken der Herrschenden in Frage gestellt. Das bekannteste Beispiel in der Mutter Courage stammt aus dem „Lied von der großen Kapitulation“. Die automatisierte Folie bildet ein bekanntes mittelalterliches Zitat: „Der Mensch denkt, Gott lenkt.“ Brecht kehrt die Bedeutung des schicksals- und gottesgläubigen Sprichworts durch Einfügen eines Doppelpunktes um: „Der Mensch denkt: Gott lenkt“.

### Textausgaben
- Vorabdruck der 6. Szene in: Internationale Literatur (ZS), Moskau Dezember 1940.
- Bühnenmanuskript von 1941, Theaterverlag Kurt Reiss, Basel 1941.
- englische Ausgabe, übersetzt von H. R. Hays: Mother Courage, Norfolk 1941 (erste vollständige Ausgabe)
- Bertolt Brecht: Mutter Courage und ihre Kinder. Erstdruck Suhrkamp, Berlin 1949.
- Bertolt Brecht: Mutter Courage und ihre Kinder. Eine Chronik aus dem Dreißigjährigen Krieg, in: Versuche, Heft 9 [2. Auflage] (Versuche 20–21), Suhrkamp, Berlin 1950, S. 3–80 (20. Versuch, veränderte Textfassung).
- Mutter Courage und ihre Kinder. Bühnenfassung des Berliner Ensembles, Henschel, Berlin 1968.
- Bertolt Brecht: Mutter Courage und ihre Kinder. Eine Chronik aus dem Dreißigjährigen Krieg, 66. Auflage, Suhrkamp, Frankfurt am Main 2010 (Erstausgabe 1963), ISBN 978-3-518-10049-3 (edition suhrkamp 49).
- Bertolt Brecht: Mutter Courage und ihre Kinder, in: BFA (Band 6): Stücke 6, Suhrkamp, Berlin / Frankfurt am Main 1989, ISBN 978-3-518-40066-1, S. 7–86.
- Bertolt Brecht; Jan Esper Olsson (Hrsg.): Mutter Courage und ihre Kinder – Historisch-kritische Ausgabe, Liber Läromedel, Lund 1981, ISBN 91-40-04767-9.

### Sekundärliteratur
- Boeddinghaus, Walter: Bestie Mensch in Brechts Mutter Courage. Acta Germanica 2 (1967), S. 81–88.
- Bertolt Brecht: Texte zu Stücken, Schriften 4, in: BFA Bd. 24, Berlin, Frankfurt am Main 1991
- Bertolt Brecht: Couragemodell 1949. in: Schriften 5, BFA Bd. 25, Berlin, Frankfurt am Main 1994, S. 169–398
- Ingo Breuer: Theatralität und Gedächtnis: deutschsprachiges Geschichtsdrama seit Brecht. Köln u. a. 2004, Dissertation Marburg 2001. Kölner germanistische Studien, N.F., 5
- Sarah Bryant-Bertail: Space and time in epic theater: the Brechtian legacy, Columbia, S.C.: Camden House; Woodbridge: Boydell & Brewer, 2000, Studies in German literature, linguistics, and culture, ISBN 1-57113-186-8
- Gerd Eversberg: Bertolt Brecht – Mutter Courage und ihre Kinder: Beispiel für Theorie und Praxis des epischen Theaters. Hollfeld (Beyer) 1976
- Kenneth R. Fowler: The Mother of all Wars: A Critical Interpretation of Bertolt Brecht's Mutter Courage und ihre Kinder. Department of German Studies, McGill University Montreal, August, 1996, A thesis subntitted to the Faculty of Graduate Studies and Research in partial fulfilment of the requirements of the degree of Doctor of Philosophy
- Therese Giehse: Ich habe nichts zum Sagen: Gespräche mit Monika Sperr. München (Bertelsmann) 1974
- Claire Gleitman: All in the Family: Mother Courage and the Ideology in the Gestus. Comparative Drama. 25.2 (1991), S. 147–67
- Wilhelm Große: Bertolt Brecht: Mutter Courage und ihre Kinder. Königs Erläuterungen: Textanalyse und Interpretation (Bd. 318). C. Bange Verlag, Hollfeld 2011. ISBN 978-3-8044-1924-7
- Werner Hecht: Materialien zu Brechts „Mutter Courage und ihre Kinder“, Frankfurt am Main 1964
- Manfred Jäger: Zur Rezeption des Stückeschreibers Brecht in der DDR. Text + Kritik. Sonderband Bertolt Brecht 1. (1971), S. 107–118
- Helmut Jendreiek: Bertolt Brecht: Drama der Veränderung, Düsseldorf (Bagel) 1969, ISBN 3-513-02114-3
- Kenneth Knight: Simplicissimus und Mutter Courage, Daphnis 5 (1976), S. 699–705
- Jan Knopf: Brecht-Handbuch, Theater, Stuttgart (Metzler) 1986, ungekürzte Sonderausgabe, ISBN 3-476-00587-9, Anmerkungen zur Mutter Courage S. 181–195
- Joachim Lang: Episches Theater als Film: Bühnenstücke Bertolt Brechts in den audiovisuellen Medien, Königshausen & Neumann 2006, ISBN 3-8260-3496-1, ISBN 978-3-8260-3496-1
- Leopold Lindtberg: Persönliche Erinnerungen an Bertolt Brecht. Reden und Aufsätze. Zürich (Atlantis) 1972, S. 20–124.
- Gudrun Loster-Schneider: Von Weibern und Soldaten: Balladeske Textgenealogien von Brechts früher Kriegslyrik, in: Lars Koch; Marianne Vogel (Hrsg.): Imaginäre Welten im Widerstreit. Krieg und Geschichte in der deutschsprachigen Literatur seit 1900, Würzburg (Königshausen und Neumann) 2007, ISBN 978-3-8260-3210-3
- Karl-Heinz Ludwig: Bertolt Brecht: Tätigkeit und Rezeption von der Rückkehr aus dem Exil bis zur Gründung der DDR, Kroberg im Taunus 1976
- Marion Luger: 'Mutter Courage und ihre Kinder'. Die Analyse des Songs als Mittel zur Verfremdung, 36 Seiten, Grin Verlag 2009, ISBN 3-640-42956-7
- Krisztina Mannász: Das Epische Theater am Beispiel Brechts Mutter Courage und ihre Kinder: Das epische Theater und dessen Elemente bei Bertolt Brecht, VDM Verlag 2009, ISBN 978-3-639-21872-5, 72 S.
- Franz Norbert Mennemeier: Mutter Courage und ihre Kinder. in: Benno von Wiese: Das deutsche Drama. Düsseldorf 1962, S. 383–400
- Joachim Müller: Dramatisches, episches und dialektisches Theater. in: Reinhold Grimm: Episches Theater. Köln (Kiepenheuer & Witsch) 1971, ISBN 3-462-00461-1, S. 154–196
- Klaus-Detlef Müller: Brechts "Mutter Courage und ihre Kinder". Suhrkamp Verlag, Frankfurt, 1982. ISBN 3-518-38516-X (umfangreicher Sammelband mit Aufsätzen und anderen Materialien)
- August Obermayer: Die dramaturgische Funktion der Lieder in Brechts Mutter Courage und ihre Kinder. Festschrift für E. W. Herd. Ed. August Obermayer. Dunedin: University of Otago, 1980. S. 200–213
- Teo Otto: Bühnenbilder für Brecht. Brecht auf deutschen Bühnen: Bertolt Brechts dramatisches Werk auf dem Theater in der Bundesrepublik Deutschland. Bad Godesberg (InterNationes) 1968
- Andreas Siekmann: Bertolt Brecht: Mutter Courage und ihre Kinder. Klett Verlag, Stuttgart 2000. ISBN 3-12-923262-1
- Petra Stuber: Spielräume und Grenzen: Studien zum DDR-Theater. Forschungen zur DDR-Gesellschaft, Berlin (Links) 2000, 2. durchges. Auflage
- Dieter Thiele: Bertolt Brecht: Mutter Courage und ihre Kinder. Frankfurt (Diesterweg) 1985
- Günter Thimm: Das Chaos war nicht aufgebraucht. Ein adoleszenter Konflikt als Strukturprinzip von Brechts Stücken. Freiburger literaturpsychologische Studien Bd. 7, 2002, ISBN 978-3-8260-2424-5
- Friedrich Wölfel: Das Lied der Mutter Courage. Wege zum Gedicht. München (Schnell und Steiner) 1963. S. 537–549